# Улица Ладанова
Улица Ладанова — улица в исторической части Выборга. Проходит, как продолжение улицы Южный Вал, от Театральной улицы до Крепостной улицы. Пересекает Выборгскую улицу. Длина улицы около 370 метров.

## История
Застройка шведского Выборга была впервые упорядочена в 1640 году, когда шведским инженером А. Торстенсоном с помощью землемера А. Стренга был составлен первый регулярный план. Согласно плану городская застройка разделялась на кварталы правильной геометрической формы прямыми улицами, ширина которых, в основном, была равна 8,5 метров. От крепостных стен Каменного города и Рогатой крепости городские кварталы отделялись проездами, которые впоследствии и получили по этим стенам названия (в частности, улица Северный Вал, улица Южный Вал).
Современная застройка улицы, проложенной вдоль Юго-восточного вала, стала формироваться после взятия Выборга русскими войсками в 1710 году, когда на территории Рогатой крепости стали появляться постройки военного ведомства (казармы, кордегардии, пороховые погреба, магазины и т. п.). После обширного городского пожара 1738 года, когда погорельцы были расселены по предместьям — Выборгскому и Петербургскому форштадтам — вся Рогатая крепость была передана в ведение военных, и гражданским лицам селиться в ней было запрещено. Важное место заняло двухэтажное здание, возведённое в 1784 году по проекту архитектора К. И. Шпекле в стиле русского классицизма (д. 27 по современной улице Сторожевой Башни). Первоначально оно предназначалось для инженерной команды, но стало генерал-губернаторским домом, так как по окончании строительства его занял выборгский наместник (генерал-губернатор) принц Фридрих Вильгельм Карл Вюртембергский.
После большого городского пожара 1793 года согласно генеральному плану, утверждённому в 1794 году императрицей Екатериной II, у Юго-восточного вала Выборгской крепости сформировалась главная городская площадь со Спасо-Преображенским собором в центре. В конце XVIII века на ней были выстроены центральные казармы — квартал из четырёх длинных одноэтажных корпусов у крепостной стены.
В 1812 году Финляндская губерния, переименованная в Выборгскую, была присоединена к Великому княжеству Финляндскому в составе Российской империи, в результате чего языком официального делопроизводства в губернии снова стал шведский. На шведских картах того времени улица между центральными казармами и бастионом Панцерлакс с пороховым погребом именуется швед. Sydöstra Wall gatan — улица Юго-Восточный Вал. Вал представлял собой куртину, соединявшую мощные бастионы Панцерлакс и Европ (иначе — Эвроп, Эуроп), между которыми находились Зюйдские ворота с кордегардией, прикрывавшей дорогу к Большому равелину.
В 1839 году указом императора Николая I был учреждён Императорский выборгский гофгерихт — высший суд второй инстанции в одном из трёх основных судебных округов Финляндии. Он разместился в бывшем генерал-губернаторском доме, дав новое название улице: Гофгерихтская (швед. Hovrättsgatan).
В 1861 году выборгским губернским землемером Б. О. Нюмальмом был разработан городской план, предусматривавший снос устаревших укреплений Рогатой крепости и формирование сети новых прямых улиц. Юго-восточный вал с равелином и Зюйдскими воротами был разобран, и на месте крепостных сооружений появились здания в русском стиле: Выборгское реальное училище и Выборгское начальное училище памяти Е. Н. Гейден.

Первый регулярный план Выборга (1640-е годы)
План Выборга с предместьями 1802 года из «Атласа Финляндской губернии с уездами и городами и планами всем публичным строениям 1803 года»
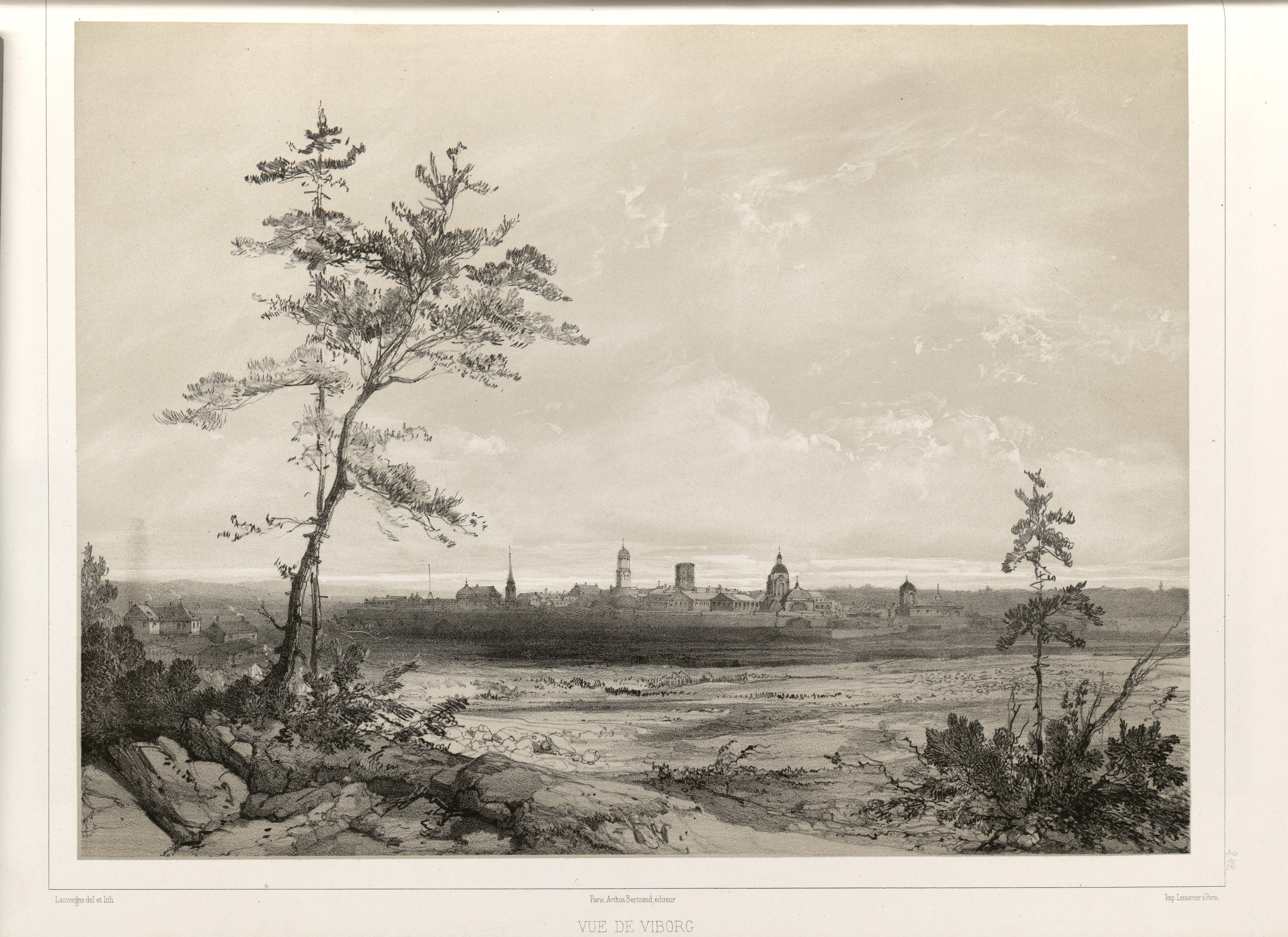
Вид на Юго-восточный вал в XIX веке
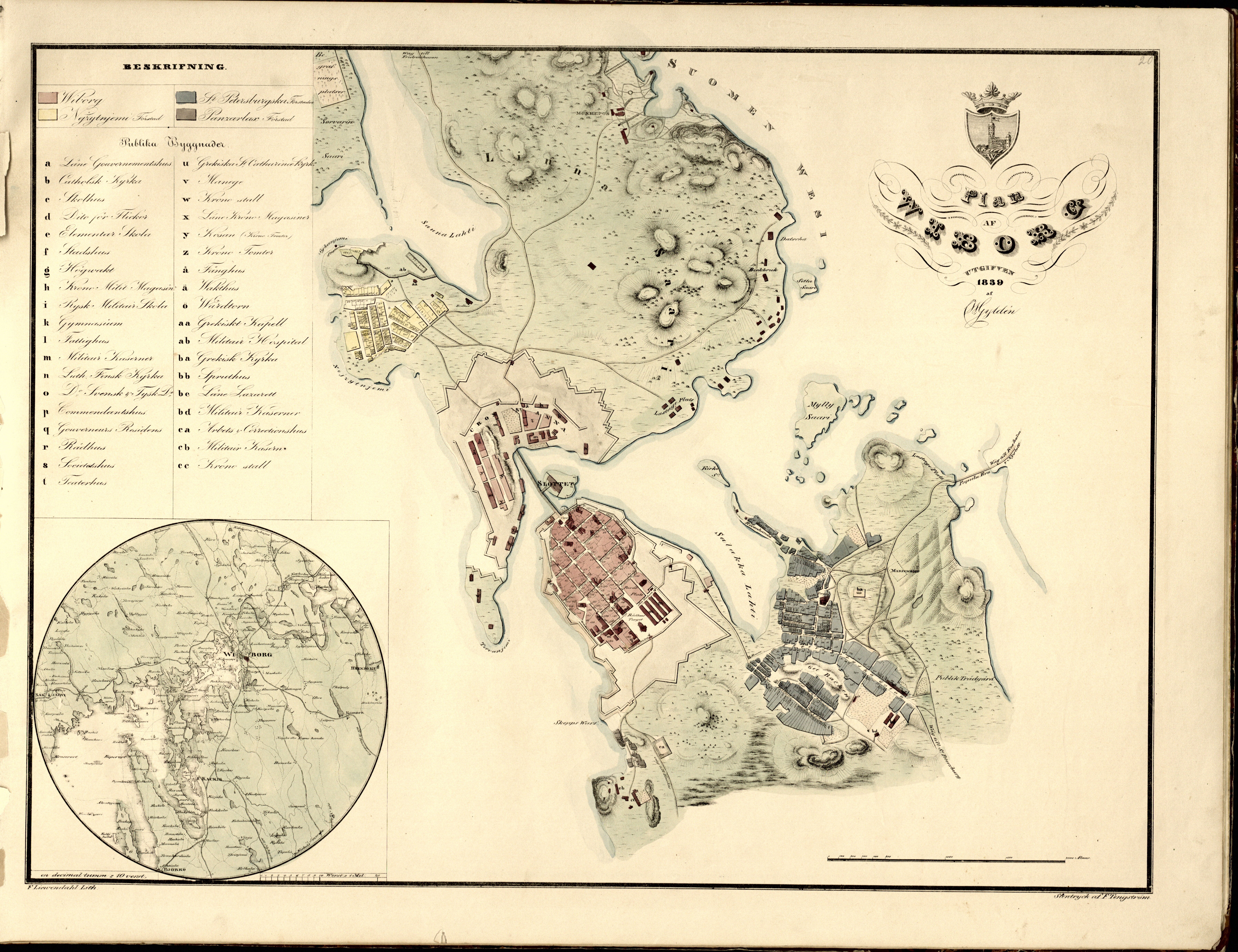
Шведоязычный план Выборга 1839 года. На плане обозначена Sydöstra Wall gatan
Генеральный план Выборга 1861 года

После введения в 1860-х годах в официальное делопроизводство Великого княжества финского языка получили распространение финноязычные карты Выборга, на которых улица именовалась фин. Hovioikeudenkatu; с провозглашением независимости Финляндии финский вариант названия стал официальным. В 1930-х годах, в ходе перестройки сооружений бастиона Панцерлакс и возведения здания музея и школы искусств, а также дома шведско-немецкого лютеранского прихода в стиле функционализма, сформировалась современная застройка улицы, соединённой с улицей Южный Вал.
Во время советско-финских войн (1939—1944) застройка улицы пострадала, по итогам советско-финской войны (1941—1944) Выборг отошёл к СССР, и с 1944 года улица стала называться Лужской.
Современное название присвоено с 2004 года в честь советского государственного и партийного деятеля П. Ф. Ладанова (1904—1989), получившего звание почётного гражданина Выборга за большой вклад в послевоенное восстановление и благоустройство города.
С 2008 года, после разделения всей территории Выборга на микрорайоны, улица Ладанова относится к Центральному микрорайону города.

## Достопримечательности
Все здания, расположенные на улице, внесены в реестр объектов культурного наследия в качестве памятников архитектуры.
д. 1 — бастион Панцерлакс и выставочный центр Эрмитаж-Выборг
д. 3 — Пороховой погреб
Дом шведско-немецкого лютеранского прихода
Служебный корпус Выборгского гофгерихта ()
Выборгское начальное училище памяти Е. Н. Гейден
Выборгское реальное училище

## Галерея

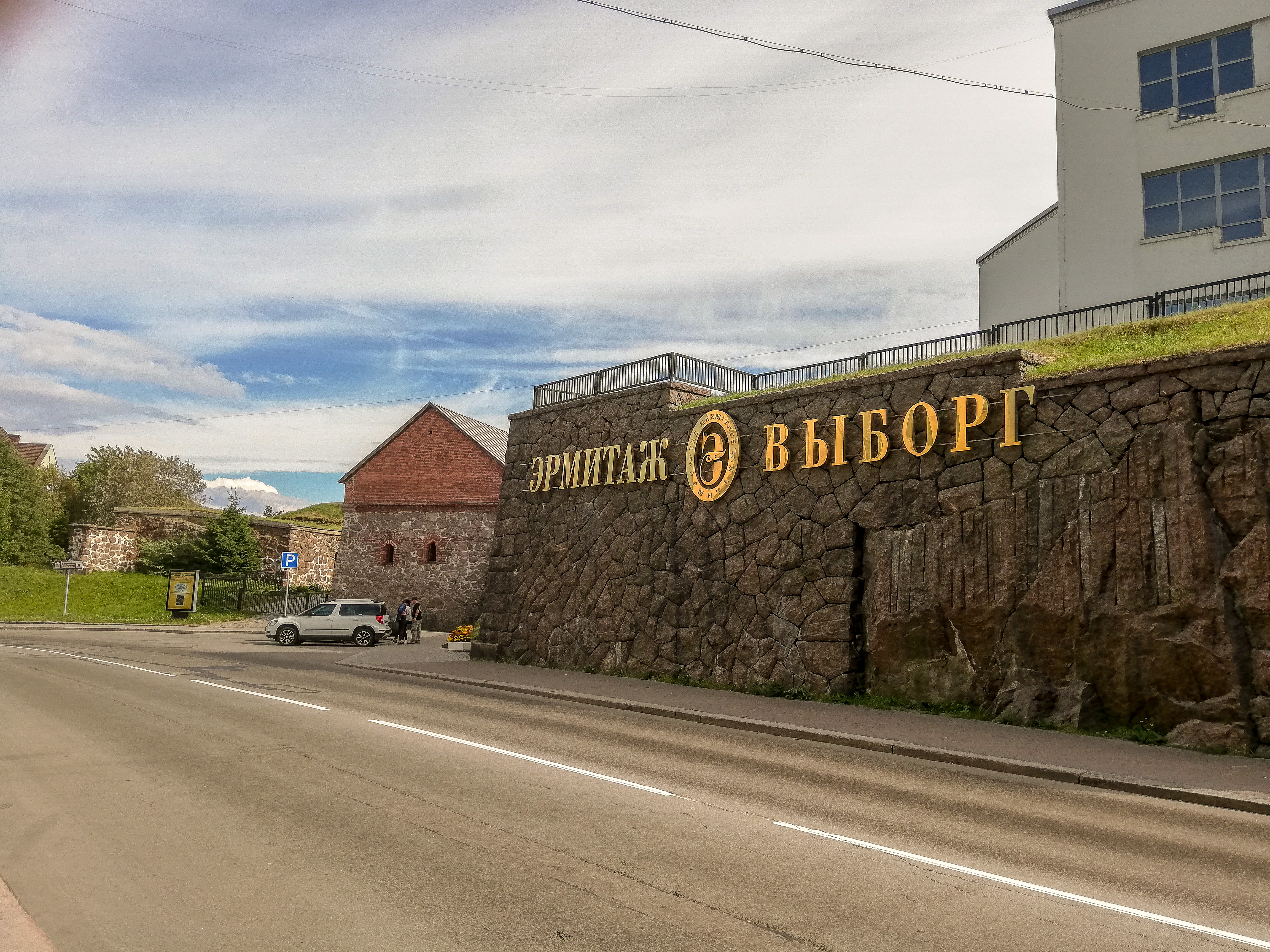
У бастиона Панцерлакс
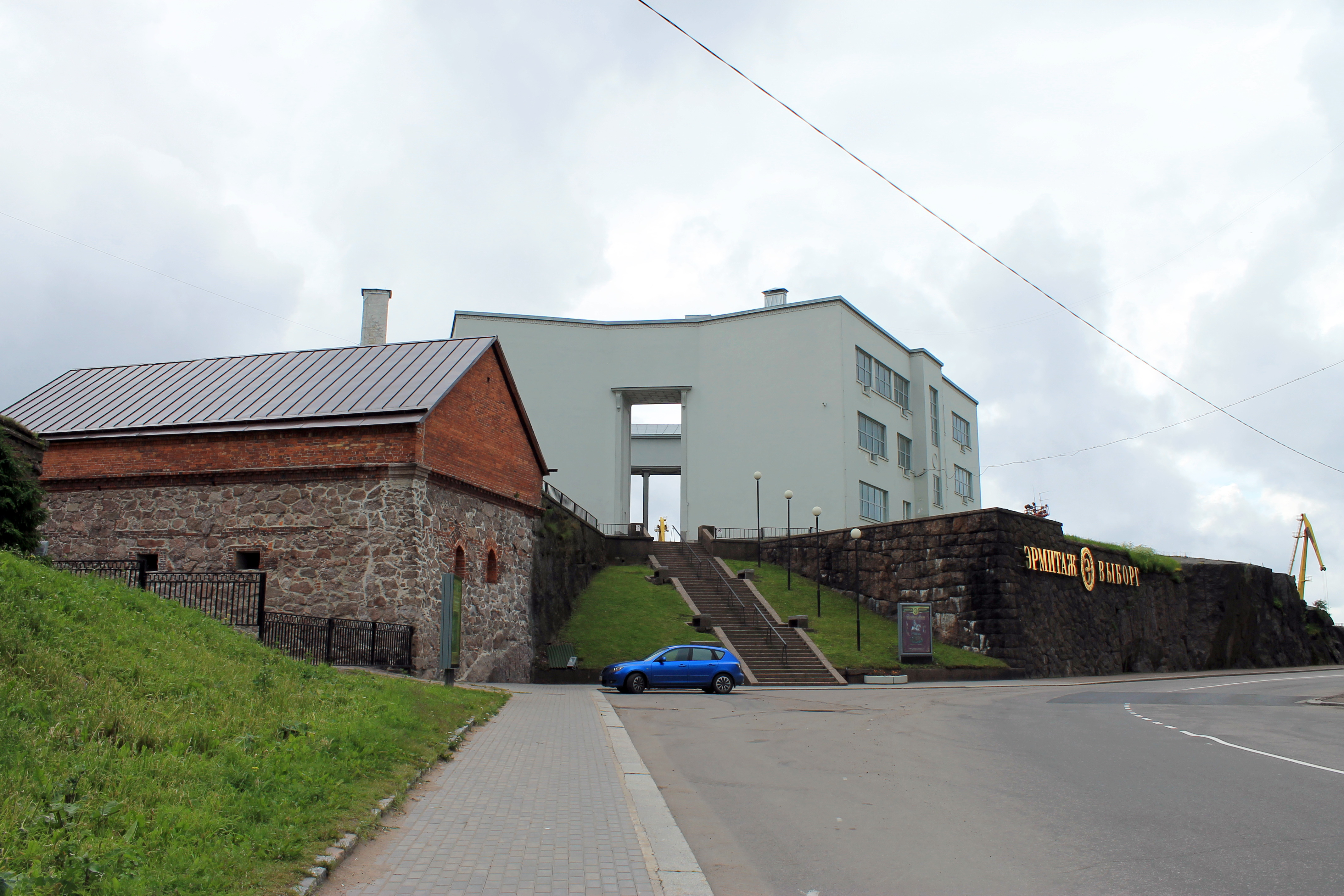
Здания порохового погреба, музея «Эрмитаж-Выборг» и школы искусств на бастионе Панцерлакс
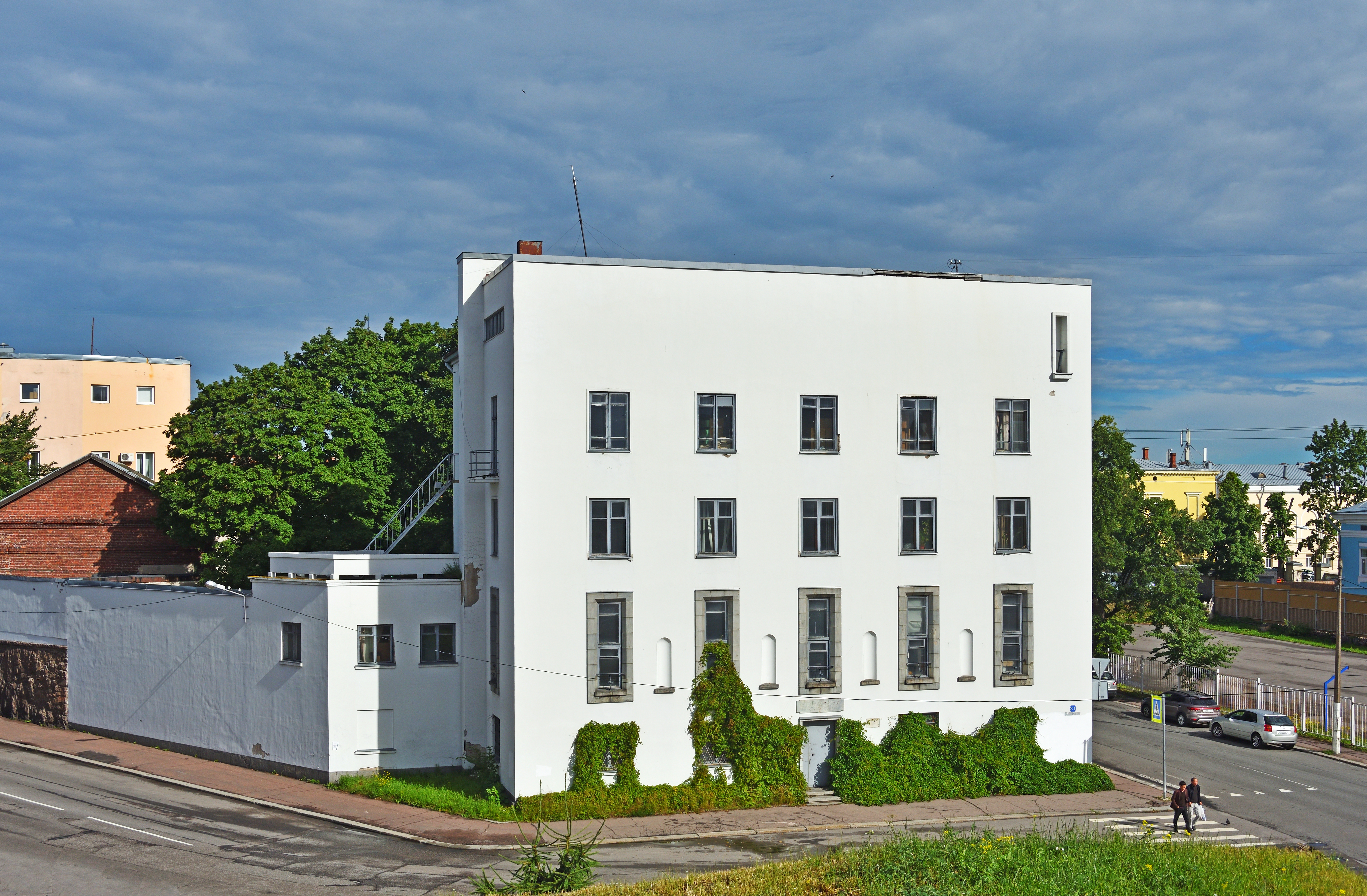
Бывший приходской дом
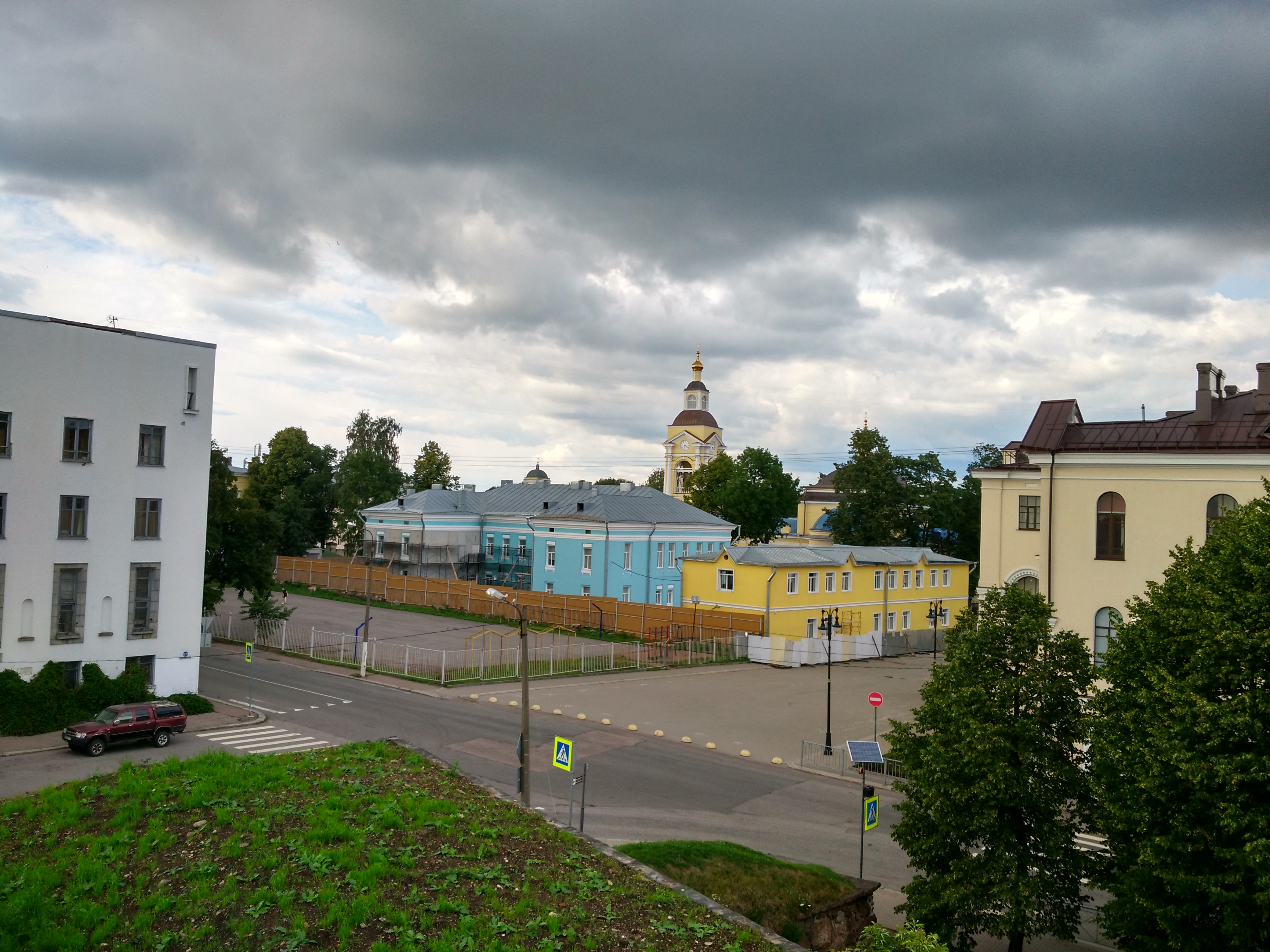
Бывший гофгерихт со служебным корпусом у пересечения с Выборгской улицей
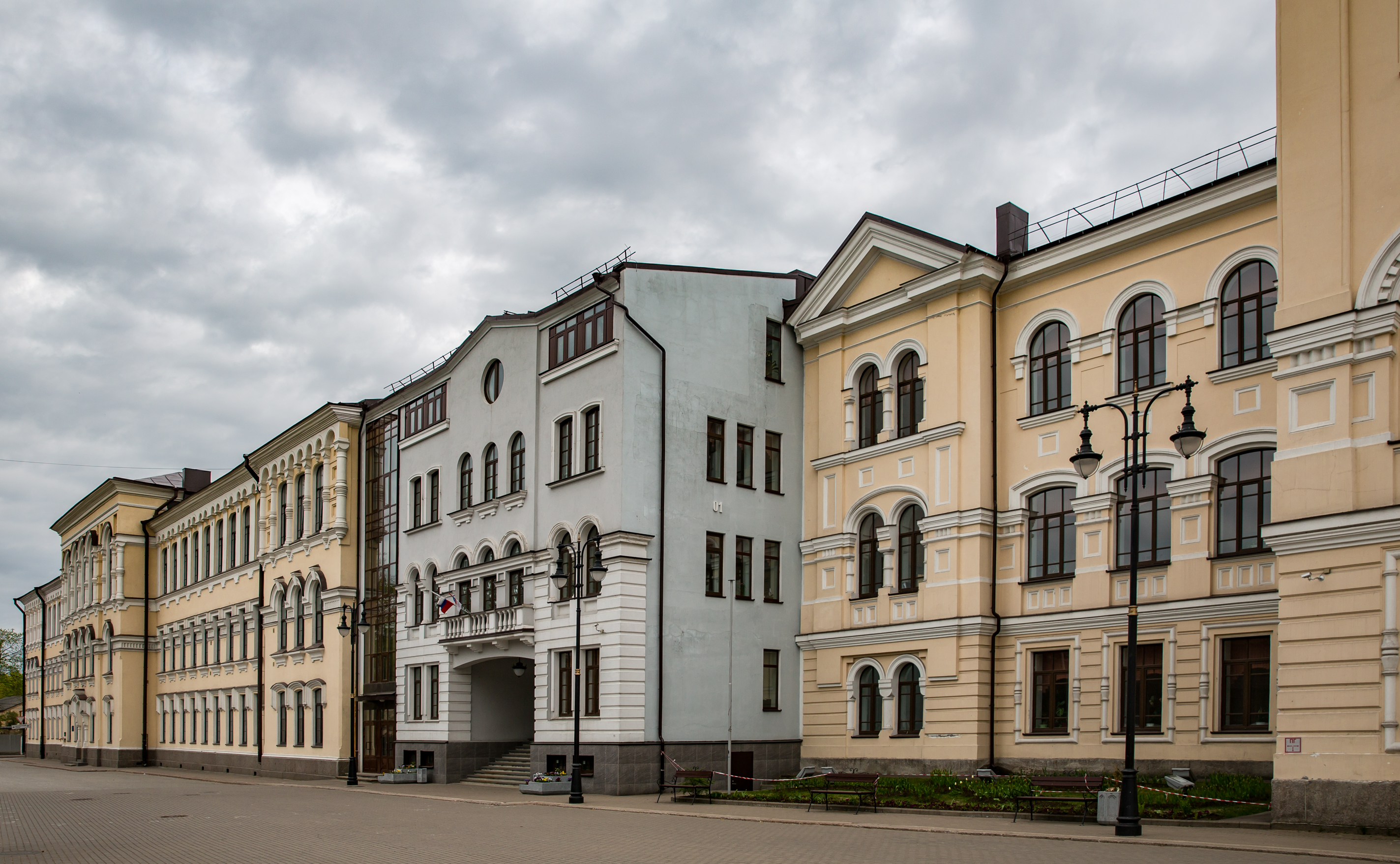
Здания училищ